# Werner Kolhörster
Werner Heinrich Gustav Kolhörster (Świebodzin, 28 december 1887 – München, 5 augustus 1946) was een Duits natuurkundige vooral bekend van zijn werk over kosmische straling.
Kolhörster studeerde natuurkunde aan de Maarten Luther-Universiteit te Halle (Saale) en doctoreerde bij Friedrich Ernst Dorn op de dissertatie Beiträge zur Kenntnis der radioaktiven Eigenschaften des Karlsbader Sprudels over radioactiviteit van mineraalwater.
Hij herhaalde de proef van Victor Franz Hess en steeg in een luchtballon tot een hoogte van 9 km en mat meer kosmische straling dan op zeeniveau, bewijs dat de straling van boven de aardse atmosfeer kwam.
Kolhörster studeerde vanaf 1914 verder natuurkunde aan de Physikalisch-Technische Reichsanstalt in Berlijn. Tijdens de Eerste Wereldoorlog mat hij atmosferische elektriciteit in Turkije. Na de oorlog werd hij leraar. In 1922 ging hij bij de Physikalisch-Technische Reichsanstalt werken.
In 1928-1929 bewezen Walther Bothe en Kolhörster met een geigerteller dat kosmische straling uit geladen deeltjes bestond. Omdat ze tot het aardoppervlak doordringen, moeten ze hoge energie bevatten. Ze ontwikkelden samen de meting door coïncidentie.
In 1930 richtte Kolhörster te Potsdam het eerste instituut voor kosmische straling op met financiële steun van de Pruisische Academie van Wetenschappen. 
In 1935 werd hij gewoon hoogleraar en directeur van het door hem opgerichte Institut für Hohenstrahlungsforschung te Berlin-Dahlem.
In 1940 werd hij lid van de Deutsche Akademie der Wissenschaften Leopoldina. Hij heeft zeven publicaties op zijn naam.
Kolhörster stierf in een auto-ongeval.
De maankrater Kolhörster is naar hem vernoemd.